# Bathysolea polli
Bathysolea polli es una especie de pez de la familia Soleidae en el orden de los Pleuronectiformes.

## Morfología
Tiene entre 42 y 44 vértebras.

## Distribución geográfica
Se encuentra en las  costas del  Atlántico Oriental (desde Senegal hasta Angola ).